# Encentrum algente
Encentrum algente är en hjuldjursart som beskrevs av Harry K. Harring 1921. Encentrum algente ingår i släktet Encentrum och familjen Dicranophoridae. Arten är reproducerande i Sverige. Inga underarter finns listade i Catalogue of Life.